# Інфінітезимальний оператор
Інфінітезимальні оператори групи G — елементи, що утворюють базис алгебри Лі групи G, або, в загальному випадку, базис алгебри Лі образу групи G.
Це оператор, який є похідною операційного (або матричного) представлення елемента групи за деяким параметром представлення при нульовому значенні всіх параметрів (передбачається, без обмеження загальності, що при нульових значеннях параметрів оператор, який представляє даний елемент, дорівнює одиничному і відповідає одиничному елементу групи). Представлення довільного елемента групи, досить близького до одиничного елемента, виражається лінійним чином через інфінітезимальні оператори групи (інфінітезимальні оператори — це члени першого порядку в розкладі оператора представлення в ряд за параметрами). Більш того, при певних слабких припущеннях будь-який елемент групи (його представлення) можна виразити через інфінітезимальні оператори, оскільки члени другого і більш високого порядку виражаються через інфінітезимальні оператори.

## Означення поняття
Нехай довільний елемент групи {\displaystyle G} має {\displaystyle n}-параметричне представлення (операторна функція {\displaystyle n} параметрів, оператори діють на деякому векторному просторі) {\displaystyle g(\alpha _{1},\dots ,\alpha _{n})}, причому одиничному елементу групи відповідає значення операторної функції при нульових значеннях параметрів. Тоді інфінітезимальними операторами групи є величини:
{\displaystyle A_{k}=\left.{\frac {\partial g(\alpha _{1},\dots ,\alpha _{n})}{\partial \alpha _{k}}}\right\vert _{\alpha =\,0}}
Тоді довільний елемент {\displaystyle g(\alpha _{1},\dots ,\alpha _{n})} з даного околу (де параметри {\displaystyle \alpha _{k}} малі) може бути розкладений поблизу одиничного перетворення з точністю до членів другого порядку малості:
{\displaystyle g(\alpha _{1},\dots ,\alpha _{n})=1+\sum _{k=1}^{n}A_{k}\alpha _{k}+O(\sum _{k,\,j=1}^{n}\alpha _{k}\alpha _{j}),}

## Приклади генераторів
- Уявна одиниця — інфінітезимальний оператор групи U(1).
- Матриці Паулі — інфінітезимальні оператори спеціальної унітарної групи SU(2).
- Матриці Гелл-Манна — інфінітезимальні оператори спеціальної унітарної групи SU(3).